# THE LAST -NARUTO THE MOVIE-
『THE LAST -NARUTO THE MOVIE-』（ザ・ラスト ナルト・ザ・ムービー）は、2014年12月6日に公開された日本のアニメ映画。漫画『NARUTO -ナルト-』を原作としたテレビアニメの劇場版第10作。テレビ東京開局50周年記念作品。

## 製作
原作の連載15周年を記念した「NARUTO新時代開幕プロジェクト」の一環として制作された。そのため、前作『ROAD TO NINJA -NARUTO THE MOVIE-』まで恒例となっていた夏休みの劇場版上映ではなく、今回は2014年11月の原作の連載完結に合わせ12月上旬の上映開始となった。
原作の第699話から2年後を描いており、さらに未来の話である第700話（最終話）に繋がる構成となっている。いわゆる「699.5話」という位置付けであり、本編相当の作品として扱われている。前作から引き続きキャラクターデザインに加え、今作ではストーリー総監修も務める原作者の岸本斉史が「今回の映画はぶっちゃけ恋愛です!」と語っている通り、今作では主人公のうずまきナルトと彼に想いを寄せる日向ヒナタの恋愛の部分を描いた物語となっている。
劇場上映後には2015年8月に新作映画『BORUTO -NARUTO THE MOVIE-』を公開することが発表された。
劇場入場特典として、先着150万名限定のオフィシャルファンブック『秘伝・列の書』が配布された。
また、監督を務めた小林常夫は公開から約半年後の2015年5月に他界しており、本作が事実上の遺作となった。

## ストーリー
第四次忍界大戦から2年後。冬の祭典「輪廻祭」の準備で大賑わいになっていた木ノ葉隠れの里にて、激闘を経て英雄となったナルトはモテ期を迎えていた。一方、幼き頃から彼に想いを寄せるヒナタは、そんな状況に戸惑いながらも彼に贈るつもりでマフラーを編み続けていた。
そんな中、月の異常接近が観測され、五影たちが人類滅亡を危惧する。そしてある夜、謎の男・トネリがヒナタの前に現れ、「いずれ君を迎えに行く」と言い残し、彼女の妹・ハナビをさらっていくという事件が起こる。全ての出来事が繋がっていると推測した六代目火影カカシは、ナルト、ヒナタ、サクラ、シカマル、サイの5人にハナビ奪還任務を下す。
里を出て捜索を開始するナルトたちは、ハナビが残した手がかりを頼りに洞窟の中に入る。そこでトラップとして仕掛けられていた幻術に囚われ過去を追体験したナルトは、偶然流れ込んできたヒナタの記憶を通じて、彼女が自分に好意を抱いていることを知る。
洞窟から出たナルトたちは人工太陽らしきものが存在する謎の空間を目にする。調査を進める中、墓地に現れた亡霊の言葉から、六道仙人・大筒木ハゴロモの源流たる大筒木一族が関わっていることが判明する。その一方で、ヒナタは一人だけある事実を知り、苦悩しながらも夜毎マフラーを編み続ける。任務中彼女と行動を共にするうちに自分の本心に気づいたナルトは、ある夜彼女に思いを告げる。
しかし、そこにトネリが現れ「自分とヒナタは結婚する」と言って彼女を連れて行こうとする。編み終えたマフラーをナルトに渡して去るヒナタをナルトは止めようとするが、トネリの攻撃で意識不明の重体となり、マフラーも燃やされ塵となってしまう。攻撃の余波で空いた穴には宇宙空間、そして地球が姿を見せていた。ナルトたちはハナビを追って月に来ていたのである。
トネリの本名は大筒木トネリ。彼の目的とは、長年チャクラを用いて争いに明け暮れた地球の民を、大筒木の天命に従って滅ぼし、その後新たな世界を築くことだったのである。そして日向一族は遥か昔に大筒木一族より分たれた家系であり、ヒナタはそれ故にトネリの花嫁として選ばれたのであった。しかし、探索の過程で大筒木の真の歴史を知ったヒナタは、トネリの企てを阻止すべく、あえてトネリの求婚に応じ彼の居城に侵入、囚われの身になっていたハナビを救い、トネリの力の源・転生眼を破壊しようとしていた。なんとか転生眼を発見したヒナタだったが、寸前でトネリに捕まり思考を閉ざされてしまう。
倒れて3日後、サクラの懸命の治療の甲斐あって目覚めたナルトだったが、ヒナタが自分ではなくトネリを選んだことで憔悴しきっていた。しかし、仲間たちの叱咤により再起し、彼女を救い出すことを決意、トネリの居城に乗り込む。

## 登場人物

### 主要人物
うずまきナルト
声 - 竹内順子
本作の主人公。2年前に比べて身長が180cm と大幅に伸びており（劇中の目測でシカマルやサイより大きい。小説版ではイルカを追い越したよう描写されている。）、トレードマークのはねた髪型が短髪になっている。任務装束は黒い上着とオレンジ色のズボンに一新されている。
現在では里の英雄として後輩たちの尊敬を集めるだけでなく、モテ期が到来しており、里内外の女性たちに言い寄られる日々を送っている（小説版では少々困惑している描写がある）。ランクは未だに下忍のままだが、実力は大戦時よりも上がっており、螺旋丸や螺旋手裏剣を影分身を使わず片手で作れるようになっている。また、洗脳された状態の人を元に戻す力も身につけている。通常時のチャクラはオレンジ色になっている。
ハナビ奪還任務の最中、とあるきっかけでヒナタの自分に対する想い、そして自分の彼女に対する恋愛感情を初めて自覚する。
日向ヒナタ
声 - 水樹奈々
本作のヒロイン。2年前よりも大人びて、髪も腰まで伸びている。任務装束も身体のラインを強調するデザインになっている。
幼い頃に白眼を「妖怪」呼ばわりされいじめられていたところをナルトに助けてもらったことがあり、それ以来ずっとナルトに想いを寄せている。本作ではナルトにマフラーをプレゼントするために任務の合間にも編んでいるが、自身の引っ込み思案な性格からなかなか渡すことができないでいる。また、ナルトが身につけていたボロボロのマフラーを今でも持っている。
ハナビ奪還任務の最中、大筒木一族の亡霊たちの記憶を追体験したことでトネリの野望と一族の真実を知る。それを阻止し、かつハナビを救うためあえてナルトに別れを告げトネリの元に向かう。
春野サクラ
声 - 中村千絵
上忍。髪の長さはほぼ変わらないが前髪を流すようになった。
サスケのことで一段落がついたためか現在はかなり落ち着いた性格になっている。自分もサスケに想いを寄せるが故に、ナルトに想いを寄せるヒナタを応援している。ナルトの恋愛に関する価値観やヒナタの想いに鈍感なことに呆れつつも弟を想う姉のような心情で彼に接する。
奈良シカマル
声 - 森久保祥太郎
上忍。ハナビ奪還チームの部隊長を務めており、カカシより五影のみが持つ月が落ちるまでのタイムリミットのついた時計を左手の甲に与えられている。
小説版ではナルトとヒナタの関係の変化にいち早く気付き任務に支障が出るのではと考えつつも、プライベートに他人が入り込むのはよくないと考え様子見するなど大人の対応を見せた。
サイ
声 - 日野聡
ハナビが連れ去られる現場を目撃、追跡するも見失ってしまうが、その際に得られた情報を元に任務に臨む。服は左右対称となったが、へそ出しは変わらない。以前に比べ表情も豊かになっており、眼を抜かれたハナビを見た際、「まだ子供なのに」と激昂している描写がある。しかし、空気が読めない一面は相変わらずである。映画のEDテロップではいのと仲睦まじく手をつないでいる。
はたけカカシ
声 - 井上和彦
六代目火影。ナルトたちにハナビをさらったトネリの追跡任務を下す一方、月接近という非常事態に里をあげて対処する。ベストにも「六」と「火」が書かれたスタイルとなった。
うちはサスケ
声 - 杉山紀彰
ナルトのライバルであり親友。身長が伸びており、ナルトとは対照的に長髪になっている。また、すっぽりと体が隠れるコートを着ている。
第四次忍界大戦終結後、木ノ葉を離れ世界を見て回る旅に出ていたが、道中で傷ついたヒアシと出会い事態を知って木ノ葉に舞い戻る。
隻腕でありながら実力も上がっており、リー達体術部隊が破壊しきれなかった巨大隕石の破片を千鳥の一撃で破壊しており、カカシを驚かせている。

### その他の人物
日向ハナビ
声 - 浅井清己
ヒナタの妹。真面目に修行をしていた幼少期と違い、現在ではクナイにストラップを付けたり、恋に悩む姉をからかったりなど、引っ込み思案な姉とは対照的なお転婆な性格になっている。
ヒナタがナルトに想いを寄せていることも知っており、姉の恋路を応援している。そんな中トネリに拉致され、さらに白眼を奪われてしまう。
エンディングではナルトとヒナタの結婚式に従兄・日向ネジの遺影を持ち出席している。
日向ヒアシ
声 - 津田英三
日向宗家当主。物語序盤にトネリと接触し彼の計画を事前に知り、娘たちを差し出すことを拒んだため攻撃を受ける。その後、瀕死の状態で木ノ葉に戻ろうとして行き倒れていたところをサスケに救われカカシのもとに辿り着く。
山中いの
声 - 柚木涼香
月の破片粉砕時には他の里との連絡役となっている。髪をおろし、色っぽくなっている。また、ナルトとヒナタの結婚式では、サクラ、テンテン、ヒナタと4人でスマホを使って記念写真を撮っている。
秋道チョウジ
声 - 伊藤健太郎
2年前は長髪であったが短髪になっており、あご髭を生やしている。回想シーンではイルカの課題に対し「月じゃなくて肉が落ちればいいのに」と言って笑いを取り、現在でも「モテ期」を「ステーキ」と聞き違え食べ物に考えが行くのは相変わらず。小説版では隕石落下により火事になった家屋から逃げ遅れた紅・ミライ母子を身を呈して救出した。
猿飛紅
現在は一人娘のミライをもうけ、猿飛姓となっている。ミライに頬ずりをするなど、母親らしくなっている。
犬塚キバ
ナルトがかけられた幻術の中に中忍選抜試験のときの状態で登場し、突然過去を追体験させられ戸惑う彼を吹き飛ばしている。髭を蓄え、ワイルド感あふれるスタイルとなった。
小説版では、感知能力に優れる自分がハナビ救出任務に選抜されなかったことに対し愚痴をこぼしながらも、シノと共に里に残り防空壕への避難誘導と逃げ遅れた人々の救助活動を行っている。
油女シノ
キバと共に序盤の一楽のシーンで登場。サングラスと額当ての巻き方が変わっている。また、エンディングでは感極まっていた。
ロック・リー
声 - 増川洋一
眉毛が少し太くなり、少しがっつりとした体つきになっている。師匠であるマイト・ガイ（声 - 江原正士）が見守る中、他の体術使いたちと共に月の破片粉砕に尽力する。
猿飛木ノ葉丸
声 - 大谷育江
三代目火影・猿飛ヒルゼンの孫でナルトの弟分。顔つきがヒルゼンに似てきている。家の蔵を掃除していた際に見つけたあるもの を渡している。
綱手
声 - 勝生真沙子
五代目火影。既に火影を退きながらもなお里への影響力を持ち、シズネ（声 - 根本圭子）を従え月の破片を防ぐための防空壕に里の住人たちを誘導している。
うみのイルカ
声 - 関俊彦
忍者学校時代の回想とエンディングで登場。回想シーンの時にナルトたちに出した課題「（例えば月が落ちるなどして）地球最後の日が来たら誰と一緒にいたいか？」が本作でのキーワードの一つになっている。
小説版ではナルトに忍者学校の特別講師を頼んでいるほか、避難時には防空壕の中で怯える子供たちを安心させるために読み聞かせを行っている。
エンディングではナルトとヒナタの結婚式で嬉し泣きをしており、全員が集合している場面ではナルトの隣に立っている。
はがねコテツ、神月イズモ
声 - 河野智之（コテツ）、坪井智浩（イズモ）
アスマに代わって木ノ葉の里を守っている。隕石破壊に尽力する。
テウチ
「ラーメン一楽」の店主。小説版では、隕石が落下しながらも避難せず、明日のラーメンの仕込みをしていた。
九喇嘛
声 - 玄田哲章
ナルトの中に封印されている魔獣【尾獣】の一体。本作では一時的にナルトと分離して行動することが可能になっている。事件解決後、月に「任務完了」を示すメッセージを彫る役をナルトに頼まれ、字が苦手なのにとボヤいていた。
ボルト、ヒマワリ
声 - 菊池こころ（ボルト）、桑原由気（ヒマワリ）
ナルトとヒナタの子供たち。エピローグに登場。
アカネ、カエデ
声 - 高田里穂（アカネ）、橋爪愛（カエデ）
ナルトのおっかけをしている若い木ノ葉のくノ一たちで、彼から一楽にてラーメンを奢ってもらっている。ナルトを「ナルト先輩」と呼び尊敬している。
天文方
声 - 志田有彩
木ノ葉隠れの天文方の女性。五影会談にてカカシの補佐として月落下現象について説明している。
ペイン、月光ハヤテ、カツユ
声 - 堀内賢雄（ペイン）、佐々木望（ハヤテ）、能登麻美子（カツユ）
地球と月とを繋ぐ回廊に仕掛けられていた幻術にナルトたちが囚われた際、ナルトの記憶を再現する形で登場。
また、サクラの場合はサスケが、サイの場合はシンが現れていたことが語られている。
我愛羅
声 - 石田彰
五代目風影。短髪となっている。砂の力で里を守りつつ、里の人々を叱咤激励している。また、学ランをイメージしたスタイルとなっており、彼のトレードマークだったひょうたんは小さくなって腰につけている。また、兄のカンクロウ、姉のテマリも登場しているがセリフはない。
エー
声 - 手塚秀彰
四代目雷影。落下する月に対抗すべく、戦争用に隠し持っていた兵器「チャクラ砲」を持ち出す。
キラービー
声 - 江川央生
エーの義弟。チャクラ砲の砲手を担当する。ナルトが月にいることを知った後は、構わず月を吹き飛ばそうとするエーに反発し、チャクラ砲の発射を拒否した。
照美メイ
声 - 日野由利加
五代目水影。自ら前に出て隕石迎撃を行っている。
オオノキ
声 - 西村知道
三代目土影。塵遁で隕石を迎撃するも腰を痛めている。

### 新たな敵
大筒木トネリ（おおつつき トネリ）
声 - 福山潤
本作の黒幕。六道仙人こと大筒木ハゴロモの弟・大筒木ハムラの末裔。一人称は「ボク」。
紳士的な性格であるが、目的のためであれば手段を選ばず、ハナビの白眼を奪い、ヒナタの目的を知った際は激昂し、彼女の言葉を意に介さず洗脳して無理矢理結婚式を行うなど非情な一面も見られる。また、傲慢で短気な一面もあり、少しでも気にくわないことがあるとヒナタにも強気な口調になる。
大筒木一族に代々受け継がれてきたハムラの教えを歪んでとらえた結果、「チャクラを争いの道具に用いる地球の民」を悪と断じ滅ぼすことを決意。その前に白眼を持つ日向宗家の娘であるヒナタを花嫁に迎え、地球が滅んだ後で新たな世界の創造を目論む。その過程で傀儡部隊を使ってハナビをさらい白眼を奪って自らに移植し、転生眼に開眼する。

## 用語
月
原作においてハゴロモとハムラが母カグヤを地爆天星で封印した時にできた球体。
ハムラは十尾の抜け殻である外道魔像を監視するために月に移り住んでおり、一族は地球空洞説のように月の内部で生活していた。
傀儡部隊
本作でトネリが操る人形の軍団。砂隠れの忍が使用する傀儡の術とは異なりチャクラ糸で操るのではなく、チャクラを直接人形に入れて糸なしで動かしている。
人形によって動きが様々であり、戦闘用だと並の忍以上の体術や忍術を使うことができ、生活用だと料理や掃除、話をすることもできる。

## スタッフ
- 原作・キャラクターデザイン・ストーリー総監修 - 岸本斉史
- 監督・ストーリーコンセプト - 小林常夫
- キャラクターデザイン・総作画監督 - 西尾鉄也、鈴木博文
- 脚本 - 経塚丸雄
- 演出 - 浜名孝行
- 画コンテ - 小林常夫、山下宏幸、遠藤正明、川﨑博嗣、新井浩一
- プロダクションデザイン - 伊藤秀次、遠藤正明、田中比呂人
- プロップデザイン - 桝田浩史、薮野浩二、清水恵子
- イメージボード - 小林治、小林常夫
- 色彩設計 - 北沢希実子
- 編集 - 森田清次
- 撮影監督 - 松本敦穂
- 音楽 - 高梨康治、刃-yaiba-
- 音響監督 - えびなやすのり
- 録音演出 - 神尾千春
- 作画監督 - 薮野浩二、山下宏幸、夘野一郎、浅野直之、清水義治、朝井聖子、伊藤秀次、新井浩一、鈴木陽子、西尾鉄也、鈴木博文
- 第二作画監督 - 岡野慎吾、青木康浩、窪詔之、張益、折井一雅
- レイアウト監督 - 田中比呂人、桝田浩史、遠藤正明
- 美術 - 高木佐和子、松岡聡、小関睦夫、稲葉邦彦、木下晋輔、工藤ただし、田村せいき、金子雄司、飯島由樹子
- 撮影助監督 - 生田幸那
- エンディング演出 / 作画 - 黒津安明
- 主題歌 - スキマスイッチ[9]「星のうつわ」（アリオラジャパン / AUGUSTA RECORDS）
- オープニングムービー「Prologue for THE LAST」演出 -伊藤衆人（ロボット）
- 制作デスク - 横田幸介
- 製作 - 太田哲夫、茨木政彦、本間道幸、夏目公一朗、中村理一郎、垰義孝
- 企画 - 川崎由紀夫、渡辺直樹、上田憲伯
- プロデューサー - 廣部琢之、朴谷直治、松井将司
- アソシエイトプロデューサー - 番泰之、小玉慶太、萩原良輔、杉山豊
- アニメーション制作 - studioぴえろ
- 配給 - 東宝
- 製作 - 劇場版NARUTO製作委員会（テレビ東京、集英社、ぴえろ、アニプレックス、電通、バンダイ）

## 封切り
全国266スクリーンで公開され、2014年12月6、7日の初日2日間で興収5億1,533万1,800円、動員39万6280人になり、映画観客動員ランキング（興行通信社調べ）で初登場第1位を獲得。最終興収は20億円。

## 小説版
ジャンプ ジェイ ブックスより刊行。ナルトたちの心理描写や映像に音声が付かなかったキャラクターの活躍などが補完されている。
- ISBN 978-4-08-703339-7 2014年12月13日初版発行

## THE HOST -NARUTO THE CD-
BD&DVDの特典のドラマCD。映画の後日談のエピソードとなっている。

### ストーリー
腹に百尾がおり「黄昏の蒼き女豹」と噂されるくノ一を捕らえる為、カカシは彼女の弱点とされるイケメンを揃えてホストクラブ「トップチャクラ」を設立。サスケ、シカマル、我愛羅と共にホストとなって彼女を口説き落とすことが出来るのか…!?

### キャスト
- はたけカカシ（声 - 井上和彦）
- うちはサスケ（声 - 杉山紀彰）
- 奈良シカマル（声 - 森久保祥太郎）
- 我愛羅（声 - 石田彰）
- うずまきナルト（声 - 竹内順子）
- 黄昏の蒼き女豹（声 - 小宮和枝）

## BD / DVD
2015年7月22日に発売。それぞれ通常盤と初回生産限定盤が存在し、後者には特典として、スペシャルブックレットの他、上記のドラマCD、キャラクターソングCDが同梱されている。
| 発売日        | 規格品番       | 規格品番   | 規格品番       | 規格品番  |
| 発売日        | BD             | BD         | DVD            | DVD       |
| 発売日        | 完全生産限定版 | 通常版     | 完全生産限定版 | 通常版    |
| ------------- | -------------- | ---------- | -------------- | --------- |
| 2015年7月22日 | ANZX-11371/3   | ANZX-11371 | ANZB-11371/3   | ANZB-1137 |

## テレビ放送
映画公開を控えて THE　LAST-NARUTO　THE　MOVIE-公開記念「NARUTO疾風伝」セレクション が2014年10月7日から12月23日まで毎週火曜日26時10分から26時40分まで放送されていた。
映画作品は2015年12月30日の1:30 - 3:40（JST）に、テレビ東京で地上波初放送された。